# Zhang Hao
Dans ce nom chinois, le nom de famille, Zhang, précède le nom personnel.
Pour les articles homonymes, voir Zhang.
Zhang Hao, né le 6 juillet 1984 à Harbin, est un patineur artistique chinois. Sa partenaire était Dan Zhang, avec qui il n'a aucun lien de parenté. Hao Zhang et Dan Zhang sont les médaillés d'argent aux Jeux olympiques de 2006. Depuis 2012, il est associé avec Peng Cheng.

## Biographie

### Carrière sportive
Hao Zhang a concouru avec Liyun Zhang, avant de se joindre à Dan Zhang en 1997. Ils ont immédiatement connu du succès au niveau junior. Ils ont gagné deux médailles de Grand Prix junior à leur première année de participation, et ils se sont classés cinquième à la Finale du Grand Prix junior. Ils ont également gagné le bronze aux championnats nationaux de la Chine en 1999, suivi de l'argent en 2000.
Aux championnats du monde juniors 2000, ils ont exécuté un quadruple twist. Il s'agit du premier quadruple twist exécuté dans le cadre de cette compétition. À la saison 2000/2001, ils ont remporté la Finale du Grand Prix junior, le bronze aux championnats nationaux de la Chine et l'or aux championnats du monde juniors.
Pour la saison 2001/2002, ils ont décidé de rester dans les rangs junior pour le Grand Prix. Ils ont remporté la Finale du Grand Prix junior pour une seconde fois. Ils ont gagné la médaille de bronze aux Quatre Continents et ensuite, ils ont participé aux Jeux olympiques de 2002 où ils ont terminé 11e. Ils ont participé à leurs premiers championnats du monde de niveau Senior en 2002, et ils ont terminé 9e.
Durant la saison 2002/2003, ils ont participé à la fois au Grand Prix junior et senior. Ils ont remporté le Grand Prix junior en Chine et ils se sont classés 4e à chacune de leurs compétitions de Grand Prix senior. Ils sont retournés aux championnats du monde junior pour remporter l'or une deuxième fois, suivi d'une participation aux championnats du monde senior où ils ont terminé 6e.
La saison suivante, Zhang et Zhang sont considérés comme des sérieux concurrents. Ils ont remporté des médailles à chacune de leurs apparitions au Grand Prix ISU. Ils ont remporté le Quatre Continents 2005, suivi d'une médaille de bronze aux championnats du monde.
Zhang et Zhang ont entamé les Jeux olympiques de 2006 comme étant des prétendants à une médaille. Durant leur programme libre, Dan Zhang a chuté lourdement sur une tentative de quadruple Salchow lancé, un saut qui n'était pas constant dans leur répertoire. Bien qu'elle fût blessée lors de cette chute, Dan Zhang décida de finir leur programme. Bien que le délai d'attente entre la chute et la reprise de leur performance était plus long que le 2 minutes prescrit dans les règlements de l'ISU, ils ne furent pas automatiquement forfait car le juge-arbitre a attendu avant d'arrêter la musique et d'activer le chronomètre pour calculer les deux minutes officielles d'attente. Le couple a repris son programme à l'endroit même où ils avaient arrêté et ils ont pu terminer leur performance. Ils ont gagné la médaille d'argent, devant leurs compatriotes Xue Shen et Hongbo Zhao. Aux championnats du monde, ils ont remporté l'argent derrière les chinois Qing Pang et Jian Tong.

## Palmarès
Avec trois partenaires :
- Zhang Dan (14 saisons : 1998-2012)
- Peng Cheng (4 saisons : 2012-2016)
- Yu Xiaoyu (4 saisons : 2016-2020)

| Compétition                                                                         | 1999    | 2000    | 2001    | 2002    | 2003    | 2004    | 2005    | 2006    | 2007    | 2008    | 2009    | 2010    | 2011    | 2012    |  | 2013    | 2014    | 2015    | 2016    |  | 2017    | 2018    | 2019    | 2020    |
| Jeux olympiques d'hiver                                                             |         |         |         | 11e     |         |         |         | 2e      |         |         |         | 5e      |         |         |  |         | 8e      |         |         |  |         | 8e      |         |         |
| Championnats du monde                                                               |         |         |         | 9e      | 6e      | 5e      | 3e      | 2e      | 5e      | 2e      | 2e      | 5e      |         |         |  | 11e     | 5e      | 4e      | 12e     |  | 4e      | 7e      |         | CA      |
| Quatre continents                                                                   |         |         |         | 3e      | 3e      | 2e      | 1er     | F       | F       | 2e      | 3e      | 1er     |         |         |  | 5e      |         | 2e      |         |  | 4e      |         |         |         |
| Championnats de la Chine                                                            | 3e      | 2e      | 3e      | 3e      | 1er     | 2e      | F       | F       | F       | 1er     | F       | F       | F       | F       |  | F       | 1er     | F       | F       |  | F       | 1er     | F       | 4e      |
| Championnats du monde juniors                                                       |         | 4e      | 1er     |         | 1er     |         |         |         |         |         |         |         |         |         |  |         |         |         |         |  |         |         |         |         |
|                                                                                     |         |         |         |         |         |         |         |         |         |         |         |         |         |         |  |         |         |         |         |  |         |         |         |         |
| Grand Prix ISU                                                                      | 1998/99 | 1999/00 | 2000/01 | 2001/02 | 2002/03 | 2003/04 | 2004/05 | 2005/06 | 2006/07 | 2007/08 | 2008/09 | 2009/10 | 2010/11 | 2011/12 |  | 2012/13 | 2013/14 | 2014/15 | 2015/16 |  | 2016/17 | 2017/18 | 2018/19 | 2019/20 |
| Finale du Grand Prix                                                                |         |         |         |         |         | 6e      | 5e      | 2e      | 3e      | 2e      | 2e      | 6e      |         | 4e      |  |         | 4e      | 4e      | 6e      |  | 2e      | 6e      |         |         |
| Skate America                                                                       |         |         |         |         | 4e      | 3e      | 1er     | 1er     |         |         |         | 3e      |         | 2e      |  |         |         | 3e      |         |  |         | 2e      | F       |         |
| Skate Canada                                                                        |         |         |         |         |         |         |         |         | 1er     |         |         |         |         |         |  |         |         |         |         |  | 2e      |         |         |         |
| Coupe de Chine                                                                      |         |         |         |         |         |         | 2e      |         |         |         | 1er     | 2e      | F       | 2e      |  | 5e      | 3e      | 1er     |         |  | 1er     | 2e      |         |         |
| Trophée de France                                                                   |         |         |         |         | 4e      | 1er     |         |         |         | 1er     |         |         | F       |         |  | 4e      |         |         | 4e      |  |         |         | F       |         |
| Coupe de Russie                                                                     |         |         |         |         |         | 3e      | 1er     |         |         | 1er     | 1er     |         |         |         |  |         |         |         | 3e      |  |         |         |         |         |
| Trophée NHK                                                                         |         |         |         |         |         |         |         | 1er     | 2e      |         |         |         |         |         |  |         | 2e      |         |         |  |         |         |         |         |
| Légende : F = Forfait ; CA = Compétition annulée à cause de la pandémie de Covid-19 |         |         |         |         |         |         |         |         |         |         |         |         |         |         |  |         |         |         |         |  |         |         |         |         |

## Sources
- (en) Cet article est partiellement ou en totalité issu de l’article de Wikipédia en anglais intitulé « Zhang Hao » (voir la liste des auteurs).